# بردياني سي إس إف فايزاني
بردياني سي إس إف فايزاني (بالإيطالية: Bardiani–CSF–Faizanè) هو فريق دراجات هوائية تأسس في 1982.

## أعضاء الفريق 2022
| قائمة الفريق 2022                         | قائمة الفريق 2022 | قائمة الفريق 2022                | قائمة الفريق 2022 | قائمة الفريق 2022 |
| المتسابق                                  | تاريخ الولادة     | الفريق السابق                    | الفريق السابق     |                   |
| ----------------------------------------- | ----------------- | -------------------------------- | ----------------- | ----------------- |
| إنريكو باتاغلين                           | 17 نوفمبر 1989    | Bahrain McLaren                  | 2020              |                   |
| ESP                                       | 9 يوليو 2003      |                                  |                   |                   |
| Johnatan Cañaveral ‏                       | 2 نوفمبر 1996     | جيوتي فيكتوريا سافيني ديو ‏       | 2020              |                   |
| Luca Colnaghi ‏                            | 14 يناير 1999     | Zalf Euromobil Fior ‏             | 2021              |                   |
| Omar El Gouzi ‏                            | 16 أغسطس 1999     | Sias–Rime ‏                       | 2021              |                   |
| Filippo Fiorelli ‏                         | 19 نوفمبر 1994    | Delio Gallina-Colosio ‏           | 2016              |                   |
| Davide Gabburo ‏                           | 1 أبريل 1993      | أندروني جوكاتولي-سيدرمك ‏         | 2020              |                   |
| Martin Marcellusi ‏                        | 5 أبريل 2000      |                                  |                   |                   |
| Alessio Martinelli ‏                       | 26 أبريل 2001     | كولباك ‏                          | 2021              |                   |
| Fabio Mazzucco ‏                           | 14 أبريل 1999     | Trevigiani Phonix–Hemus 1896 ‏    | 2019              |                   |
| ساشا مودولو                               | 19 يونيو 1987     | Alpecin-Fenix                    | 2021              |                   |
| ITA                                       | 13 أبريل 2001     | Mastromarco Sensi Nibali‏         | 2021              |                   |
| Giulio Pellizzari ‏                        | 21 نوفمبر 2003    | ASD U.C. Foligno‏                 | 2021              |                   |
| Alessandro Pinarello ‏                     | 12 يوليو 2003     |                                  |                   |                   |
| Luca Rastelli ‏                            | 29 ديسمبر 1999    | كولباك ‏                          | 2021              |                   |
| ITA                                       | 11 ديسمبر 1999    | Velo Club Mendrisio‏              | 2021              |                   |
| Manuele Tarozzi ‏                          | 20 يونيو 1998     | 1. inEmiliaRomagna Cycling Team ‏ | 2021              |                   |
| Alex Tolio ‏                               | 30 مارس 2000      | Zalf Euromobil Fior ‏             | 2021              |                   |
| Alessandro Tonelli ‏                       | 29 مايو 1992      | Zalf Euromobil Fior ‏             | 2014              |                   |
| Tomas Trainini ‏ (1 يناير–5 أبريل، ملاحظة) | 23 سبتمبر 2001    |                                  |                   |                   |
| جيوفاني فيسكونتي (1 يناير–9 مارس، ملاحظة) | 13 يناير 1983     | ويلير تريستينا-سيل إيطاليا ‏      | 2020              |                   |
| فيليبو زانا                               | 18 مارس 1999      | MG.K vis Colors for Peace ‏       | 2019              |                   |
| Enrico Zanoncello ‏                        | 2 أغسطس 1997      | Zalf Euromobil Fior ‏             | 2020              |                   |
| Samuele Zoccarato ‏                        | 9 يناير 1998      | كولباك ‏                          | 2020              |                   |
| Luca Covili ‏                              | 10 فبراير 1997    | Mastromarco Sensi Nibali‏         | 2018              |                   |
| هنوك مولوبرهان ‏ (22 أبريل–31 ديسمبر)      | 11 نوفمبر 1999    | Q36.5 Continental Team ‏          | 2021              |                   |
|                                           |                   |                                  |                   |                   |
| مصدر: ProCyclingStats                     |                   |                                  |                   |                   |

ملاحظة: Tomas Trainini ‏, نهاية مهنة الرياضة
ملاحظة: جيوفاني فيسكونتي, نهاية مهنة الرياضة

## تاريخ الفريق

### 2016
| سجل الفوز | سجل الفوز                        | سجل الفوز | سجل الفوز | سجل الفوز        | سجل الفوز |
| التاريخ   | السباق                           | البلد     | الصنف     | الفائز           |           |
| --------- | -------------------------------- | --------- | --------- | ---------------- | --------- |
| 28 فبراير | غران بريمو دي لوغانو             | سويسرا    | 1.HC      | سوني كولبريلي    |           |
| 27 مارس   | كوبي وبارتالي ، مرحلة 4          | إيطاليا   | 2.1       | Sergey Firsanov ‏ |           |
| 17 مايو   | طواف إيطاليا ، مرحلة 10          | إيطاليا   | 2.UWT     | جوليو سيكوني     |           |
| 3 يوليو   | طواف النمسا ، مرحلة 1            | النمسا    | 2.1       | Nicola Ruffoni ‏  |           |
| 7 يوليو   | طواف النمسا ، مرحلة 5            | النمسا    | 2.1       | Simone Sterbini ‏ |           |
| 8 يوليو   | طواف النمسا ، مرحلة 6            | النمسا    | 2.1       | Nicola Ruffoni ‏  |           |
| 18 أغسطس  | طواف ليموزين ، مرحلة 3           | فرنسا     | 2.1       | سوني كولبريلي    |           |
| 19 أغسطس  | طواف ليموزين ، مرحلة 4           | فرنسا     | 2.1       | Joey Rosskopf ‏   |           |
| 26 أغسطس  | تور دو بويتو-شارنتيس ، مرحلة 5   | فرنسا     | 2.1       | سوني كولبريلي    |           |
| 15 سبتمبر | كأس أوغو أغوستيني 2016 ‏          | إيطاليا   | 1.1       | سوني كولبريلي    |           |
| 22 سبتمبر | كوبا ساباتيني                    | إيطاليا   | 1.1       | سوني كولبريلي    |           |
| 25 سبتمبر | 2016 Gran Premio Bruno Beghelli ‏ | إيطاليا   | 1.HC      | Nicola Ruffoni ‏  |           |
| 27 سبتمبر | طواف فيرزين                      | إيطاليا   | 1.HC      | سوني كولبريلي    |           |

### 2017
| سجل الفوز | سجل الفوز              | سجل الفوز        | سجل الفوز | سجل الفوز       | سجل الفوز |
| التاريخ   | السباق                 | البلد            | الصنف     | الفائز          |           |
| --------- | ---------------------- | ---------------- | --------- | --------------- | --------- |
| 27 فبراير | طواف لانكاوي ، مرحلة 6 | ماليزيا          | 2.HC      | Enrico Barbin ‏  |           |
| 20 أبريل  | طواف كرواتيا ، مرحلة 3 | كرواتيا          | 2.1       | Nicola Ruffoni ‏ |           |
| 21 أبريل  | طواف كرواتيا ، مرحلة 4 | كرواتيا          | 2.1       | Nicola Ruffoni ‏ |           |
| 5 أغسطس   | طواف يوتا ، مرحلة 6    | الولايات المتحدة | 2.HC      | جوليو سيكوني    |           |

### 2018
| سجل الفوز    | سجل الفوز                       | سجل الفوز             | سجل الفوز | سجل الفوز           | سجل الفوز |
| التاريخ      | السباق                          | البلد                 | الصنف     | الفائز              |           |
| ------------ | ------------------------------- | --------------------- | --------- | ------------------- | --------- |
| 9 مارس       | طواف رودس الدولي ، مرحلة 1      | اليونان               | 2.2       | ميركو مايستري       |           |
| 11 مارس 2018 | طواف رودس الدولي، التصنيف العام | اليونان               | 2.2       | ميركو مايستري       |           |
| 18 مارس      | طواف لانكاوي ، مرحلة 1          | ماليزيا               | 2.HC      | أندريا جوارديني     |           |
| 25 مارس      | طواف لانكاوي ، مرحلة 8          | ماليزيا               | 2.HC      | أندريا جوارديني     |           |
| 20 أبريل     | طواف كرواتيا ، مرحلة 4          | كرواتيا               | 2.HC      | Alessandro Tonelli ‏ |           |
| 22 أبريل     | طواف كرواتيا ، مرحلة 6          | كرواتيا               | 2.HC      | Paolo Simion ‏       |           |
| 22 أبريل     | جيرو أبنينس                     | إيطاليا               | 1.1       | جوليو سيكوني        |           |
| 16 أغسطس     | طواف ليموزين ، مرحلة 2          | فرنسا                 | 2.1       | Luca Wackermann ‏    |           |
| 26 أكتوبر    | طواف هاينان ، مرحلة 4           | جمهورية الصين الشعبية | 2.HC      | أندريا جوارديني     |           |

### 2019
| سجل الفوز | سجل الفوز                      | سجل الفوز             | سجل الفوز | سجل الفوز       | سجل الفوز |
| التاريخ   | السباق                         | البلد                 | الصنف     | الفائز          |           |
| --------- | ------------------------------ | --------------------- | --------- | --------------- | --------- |
| 24 يوليو  | طواف بحيرة تشينغهاي ، مرحلة 10 | جمهورية الصين الشعبية | 2.HC      | أندريا جوارديني |           |
| 8 سبتمبر  | طواف الصين I ‏ ، مرحلة 2        | جمهورية الصين الشعبية | 2.1       | ميركو مايستري   |           |

### 2020
| سجل الفوز | سجل الفوز              | سجل الفوز | سجل الفوز | سجل الفوز         | سجل الفوز |
| التاريخ   | السباق                 | البلد     | الصنف     | الفائز            |           |
| --------- | ---------------------- | --------- | --------- | ----------------- | --------- |
| 21 فبراير | طواف أنطاليا ، مرحلة 2 | تركيا     | 2.1       | Giovanni Lonardi ‏ |           |

### 2021
| سجل الفوز     | سجل الفوز                                  | سجل الفوز | سجل الفوز | سجل الفوز         | سجل الفوز |
| التاريخ       | السباق                                     | البلد     | الصنف     | الفائز            |           |
| ------------- | ------------------------------------------ | --------- | --------- | ----------------- | --------- |
| 6 فبراير      | جراند بريكس ألانيا                         | تركيا     | 1.2       | Davide Gabburo ‏   |           |
| 7 مارس        | بوريك تروفي                                | كرواتيا   | 1.2       | Filippo Fiorelli ‏ |           |
| 13 مارس       | إستريان سبرينغ تروفي ، مرحلة 2             | كرواتيا   | 2.2       | فيليبو زانا       |           |
| 21 مارس       | جي بي إيزولا                               | سلوفينيا  | 1.2       | ميركو مايستري     |           |
| 30 مايو       | GP Slovenia ‏                               | سلوفينيا  | 1.2       | ميركو مايستري     |           |
| 1 يوليو       | طواف بلغاريا ‏ ، مرحلة 1                    | بلغاريا   | 2.2       | Giovanni Lonardi ‏ |           |
| 08 أغسطس 2021 | جولة ركوب الدراجات التشيكية، التصنيف العام | التشيك    | 2.1       | فيليبو زانا       |           |

### 2022
| 5 فبراير | جراند بريكس ألانيا                      | 1.2‏  | Alessio Martinelli ‏ |
| 3 مايو   | 2022 Carpathian Couriers Race‏ ، مرحلة 4 | 2.2U‏ | Alessio Martinelli ‏ |

## وصلات خارجية
- الموقع الرسمي
- معرف برو سايكلنج ستاتس (فريق) على موقع  ProCyclingStats   (برو  سايكلنج  ستاتس) - إحصاءات  محترفي  الدراجات.